# Партія Колорадо (Парагвай)
Партія Колорадо (ісп. Partido Colorado — «червона партія», повна назва — Asociación Nacional Republicana — Partido Colorado, ANR-PC — «Національна республіканська асоціація — Партія Колорадо») — політична партія в Парагваї. Заснована в 1887 році президентом Парагваю Бернардіно Кабальєро з метою забезпечення влади після уходу з президентської посади. З початку існування партія об'єднувала переважно консервативні групи та протистояла Ліберальній партії. Партія Колорадо була правлячою в 1887 року до 1904 і знову з 1946 до квітня 2008 року, коли програла президентські вибори кандидату від лівих сил єпископу Фернандо Луґо.
| Прапор Парагваю | Це незавершена стаття про Парагвай. Ви можете допомогти проєкту, виправивши або дописавши її. |